# 1965 في ألمانيا
فيما يلي قوائم الأحداث التي وقعت خلال عام 1965 في ألمانيا.

## أحداث
- 12 مايو – العلاقات الإسرائيلية الألمانية

## سياسة

### تعيين في المنصب
- 1 يناير – برنهارد فوغل عضو في البوندستاغ الألماني.
- 1 يناير – هلموت شميت عضو في البوندستاغ الألماني.

## رياضة
- 1 يناير – جائزة ألمانيا الكبرى 1965 الفائز جيم كلارك.

## ظهور
- 1 يناير – سكوربينز فرقة روك ألمانية.

## أفلام
من الأفلام التي صدرت هذه السنة في ألمانيا:
- 1 يناير – جنكيز خان من إخراج Henry Levin (director) [الإنجليزية]‏.
- 1 يناير – حقيبة القاهرة من إخراج مناحيم غولان.

## مواليد

### يناير
- 1 يناير – ألوين كوكلر مصوّر سينمائي ألماني.
- 1 يناير – جيرد بلوم مؤرخ فن ألماني.
- 1 يناير – كريستيان باكر
- 1 يناير – مارتينا لوف عالمة اجتماع ألمانية.
- 1 يناير – يان باينسن صحفي ألماني.
- 19 يناير – ديرك هيلبينغ

### فبراير
- 16 فبراير – يان بيتر بريمر كاتب ألماني.
- 19 فبراير – مايكل ويستفال
- 24 فبراير – هانس ديتر فليك لاعب كرة قدم ألماني.

### مارس
- 11 مارس – إريك ييلين لاعب كرة مضرب ألماني.
- 11 مارس – مايكل فايس
- 20 مارس – فرانك شابليفسكي مترجم ألماني.
- 24 مارس – بيتر أوتل متسابق دراجات نارية ألماني.
- 25 مارس – فرانك أوردنيفيتس لاعب كرة قدم ألماني.

### أبريل
- 6 أبريل – ريكا راينيش
- 7 أبريل – ألكسندر مرونز لاعب كرة مضرب ألماني.
- 16 أبريل – مارتن لورنس ممثل ومخرج أمريكي.
- 21 أبريل – توماس هيلمر لاعب كرة قدم ألماني.
- 25 أبريل – ينس أدلر

### مايو
- 3 مايو – باتريك باور لاعب كرة مضرب ألماني.
- 5 مايو – مارك كيلر ممثل ألماني.
- 13 مايو – ديرك زاندر لاعب كرة قدم ألماني.
- 23 مايو – توم تيكوير

### يونيو
- 10 يونيو – سوزان ألبرز
- 22 يونيو – ياو بول مخرج، كاتب سيناريو ومنتج ألماني.
- 24 يونيو – يورغ باتن

### يوليو
- 2 يوليو – نوربرت روتغين سياسي ألماني.
- 3 يوليو – هانس دورفنر لاعب كرة قدم ألماني.
- 9 يوليو – استرد ايبني حقوقية سويسرية.
- 17 يوليو – باستن باستيان صحفي ألماني.
- 24 يوليو – ديتليف بوث

### أغسطس
- 1 أغسطس – مايكل هامرز فنان ألماني.
- 4 أغسطس – مايكل سكيبه
- 6 أغسطس – جوليان كوهلر ممثلة ألمانية.

### سبتمبر
- 13 سبتمبر – كاتارينا مولر
- 16 سبتمبر – كارل-هاينتس ريدله لاعب كرة قدم ألماني.
- 17 سبتمبر – كاي ناجل فيزيائي ألماني.
- 27 سبتمبر – ماريا شريدر

### أكتوبر
- 6 أكتوبر – يورغن كوهلر لاعب كرة قدم ألماني.
- 11 أكتوبر – الكسندر هاكس موسيقي ألماني.
- 15 أكتوبر – ناصر السنباطي
- 25 أكتوبر – راينر شتريكر ممثل ألماني.
- 27 أكتوبر – ستيفان برين متسابق دراجات نارية ألماني.

### نوفمبر
- 1 نوفمبر – إنكا فريدريش ممثلة ألمانية.
- 20 نوفمبر – يورغ باش لاعب كرة قدم ألماني.
- 26 نوفمبر – إيفالد أرينتس
- 28 نوفمبر – يورغن فوخس متسابق دراجات نارية ألماني.

### ديسمبر
- 3 ديسمبر – كاتارينا فيت
- 4 ديسمبر – أولف كيرشتن لاعب كرة قدم ألماني.
- 21 ديسمبر – جيم أوزديمير سياسي ألماني.
- 23 ديسمبر – أندرياس كابس

## وفيات

### فبراير
- 2 فبراير – كورت هيغنر (مواليد 1893) رياضياتي ألماني.

### مارس
- 5 مارس – يوهان فون ليرس (مواليد 1902) سياسي ألماني.
- 7 مارس – لويزا مونتباتن (مواليد 1889)
- 15 مارس – هربرت كراوس (مواليد 1884)
- 29 مارس – هاينريش شومبورجك (مواليد 1885) لاعب كرة مضرب ألماني.

### يونيو
- 3 يونيو – كارل أوبيرج (مواليد 1897) عسكري ألماني.

### سبتمبر
- 9 سبتمبر – هرمان شتاودنغر (مواليد 1881) كيميائي ألماني.

### أكتوبر
- 11 أكتوبر – هانس نيلسن (مواليد 1911)

### نوفمبر
- 14 نوفمبر – أوتو ارنست شفايتزر (مواليد 1890) مهندس معماري ألماني.
- 23 نوفمبر – إليزابيث ملكة بلجيكا (مواليد 1876)